# Sonny's Crib
Sonny's Crib è un album del pianista statunitense Sonny Clark, pubblicato dalla Blue Note Records nel 1957.
Il disco fu registrato il 1º settembre del 1957 al Rudy Van Gelder Studio ad Hackensack nel New Jersey (Stati Uniti).

## Tracce
Lato A
1. With a Song in My Heart – 7:52 (Lorenz Hart, Richard Rodgers)
2. Speak Low – 6:47 (Kurt Weill, Ogden Nash)
3. Come Rain or Come Shine – 7:25 (Harold Arlen, Johnny Mercer)

Lato B
1. Sonny's Crib – 13:28 (Sonny Clark)
2. News for Lulu – 8:31 (Sonny Clark)

CD del 1987, pubblicato dalla Blue Note Records
1. With a Song in My Heart – 7:52 (Lorenz Hart, Richard Rodgers)
2. With a Song in My Heart – 8:45 (Lorenz Hart, Richard Rodgers) – Alternate take
3. Speak Low – 6:47 (Kurt Weill, Ogden Nash)
4. Speak Low – 6:54 (Kurt Weill, Ogden Nash) – Alternate take
5. Come Rain or Come Shine – 7:25 (Harold Arlen, Johnny Mercer)
6. Sonny's Crib – 13:28 (Sonny Clark)
7. Sonny's Crib – 9:52 (Sonny Clark) – Alternate take
8. News for Lulu – 8:31 (Sonny Clark)

CD del 1998, pubblicato dalla Blue Note Records
1. With a Song in My Heart – 7:52 (Lorenz Hart, Richard Rodgers)
2. Speak Low – 6:47 (Kurt Weill, Ogden Nash)
3. Come Rain or Come Shine – 7:25 (Harold Arlen, Johnny Mercer)
4. Sonny's Crib – 13:28 (Sonny Clark)
5. News for Lulu – 8:31 (Sonny Clark)
6. With a Song in My Heart – 8:45 (Lorenz Hart, Richard Rodgers) – Alt. take
7. Speak Low – 6:54 (Kurt Weill, Ogden Nash) – Alt. take
8. Sonny's Crib – 9:52 (Sonny Clark) – Alt. take

## Musicisti
Sonny Clark Sextet
- Sonny Clark - pianoforte
- John Coltrane - sassofono tenore
- Donald Byrd - tromba
- Curtis Fuller - trombone
- Paul Chambers - contrabbasso
- Art Taylor - batteria